# Ciak (programma televisivo)
Ciak è stato un rotocalco televisivo italiano di cinema, trasmesso a cadenza settimanale a partire dal 25 settembre 1986 fino al 1997.

## Il programma
Il programma, curato dalla redazione della rivista omonima e nato da un'idea di Giorgio Medail, Anna Praderio e Pierluigi Ronchetti, forniva notizie sulle ultime uscite cinematografiche, curiosità dai set, interviste con attori e registi, ritratti di autori. Inizialmente il programma non aveva conduttori, e i servizi e le notizie venivano descritti soltanto da un narratore e talvolta da alcuni giornalisti come Anna Praderio, che dal 1992 divenne conduttrice del programma.
La prima puntata venne trasmessa su Italia 1 alle 22:30 di giovedì 25 settembre 1986. La sigla della trasmissione dal 1986 al 1988 era un riarrangiamento, da parte di Roberto Livraghi, del brano Movies del gruppo musicale On Air (composto da Carmelo La Bionda e Manuela Pedratti); la sigla successiva, utilizzata dal 1988 al 1990, si intitola At the movies ed è la versione strumentale di Movies.